# Georgium fusculum
Georgium fusculum là một loài Trichoptera hóa thạch trong họ Calamoceratidae.